# 台湾芋兰
台湾芋兰（学名：Nervilia taiwaniana）为兰科芋兰属下的一个种。

## 扩展阅读
維基物種上的相關：台湾芋兰